# Orthomyxoviridae
Orthomyxoviridae (z řeckého orthos pro hladký a myxa pro sliz) je čeleď virů V.skupiny, která je v současnosti zařazena do řádu Articulavirales. Čeleď obsahuje 7 rodů (Alphainfluenzavirus, Betainfluenzavirus, Deltainfluenzavirus, Gammainfluenzavirus, Isavirus, Quaranjavirus, Thogotovirus). Viry způsobující chřipku (Influenza viry) napadají obratlovce, zejména savce (člověka a prasata) a ptáky. Isavirus napadá lososovité a Togotovirus infikuje obratlovce i bezobratlé, mezi které patří moskyti a mořské vši.

## Charakteristika

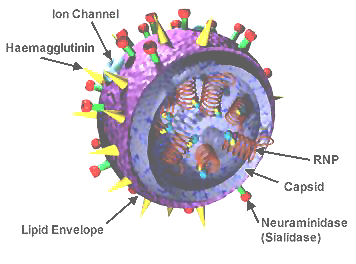
Struktura chřipkového virionu.Na povrchu jsou znázorněny hemaglutanin a neuraminidáza. Virová RNA je znázorněna jako červená pružinka spojené s nukleproteiny.

### Morfologie
Kapsid může mít sférický či vláknitý tvar; jsou obalené lipoproteinovou membránou Sférické kapsidy mají 50-120 nm v průměru, zatímco vláknité mají 20 nm v průměru a 200-300 (až 3000) nm na délku.
Hlavní glykoproteinový lektin hemaglutinin (HA, H), který zodpovídá za navázání na receptory buněk, je místy nahrazen enzymem neuraminidázou (NA, N), který zodpovídá za vypučení z buňky, v poměru 4-5:1. Hemaglutinin má za úkol se doslova nalepit na buňku a zprostředkovat tak splynutí s hostitelskou membránou, zatímco neuraminidáza štěpí glykoproteiny, díky schopnosti štěpit glykosidové vazby mezi kyselinou sialovou a galaktózou. Děje se tak proto, aby se viry, které jsou obaleny hostitelskou membránou, nepřilepily k sobě a zároveň byly schopny odpoutat se od buňky. Antivirotika se zaměřují právě na tyto dva proteiny. Zároveň jsou rozeznávány imunitním systémem, díky čemuž slouží jako antigeny. Také slouží k určování rozdílných sérotypů.

### Genom
Genom Orthomyxoviridae se skládá z 6-8 segmentů lineární záporné jednořetězcové RNA.
Velikost je 12000-15000 bp. Největší (první) segment má 2300-2500 bp, druhý má 2300-2500 bp, třetí má 2200-2300 bp, čtvrtý má 1700-1800 bp, pátý má 1500-1600 bp, šestý 1400-1500 bp, sedmý 1000-1100 bp a osmý 800-900 bp. Každý segment má na obou koncích ukončující repetitivní sekvence. Na 5' konci je tato sekvence dlouhá 12-13 bp, na 3' konci je 9-11 bp dlouhá.

### Životní cyklus

Invaze a replikace chřipkového viru. Kroky procesu jsou popsány v textu.

Chřipka se typicky mezi savci přenáší kapénkovou infekcí, mezi ptáky pak jejich výkaly. Může být přenášena také například slinami či krví. Nákaza se šíří přímým kontaktem s těmito tekutinami nebo kontaktem s kontaminovanými povrchy. Chřipkové viry dokáží týden přečkat při teplotách lidského těla, více než měsíc při teplotě 0 °C a po neurčitou dobu při velmi nízkých teplotách (jezera na severní Sibiři). Mohou být ale lehce znehodnoceny desinfekcí, detergenty, teplotou 56 °C (po dobu minimálně 60 minut) nebo pH nižším než 2.
Virus se na buňku naváže prostřednictvím HA na cukry s kyselinou sialovou na povrchu epitelu v plicích a hrdle (krok 1). Buňka poté virus transportuje do endozómu prostřednictvím endocytózy. Část HA sfůzuje s membránou a uvolní tak virovou RNA (vRNA), příslušné proteiny a RNA dependentní RNA polymerázy do cytoplasmy (krok 2). Následně se z těchto jednotek vytvoří komplex, který je transportován do jádra, kde RNA dependentní RNA polymeráza vytvoří komplementární pozitivní cRNA (krok 3a a 3b). cRNA je buď exportována do cytoplasmy a následně translatována (krok 4) nebo zůstane v jádře. Chřipkové viry nekódují aparát k vytvoření 5' čepičky na vlastní mRNA, ale odštěpují 5' čepičku z hostitelské mRNA a navážou ji na vlastní. Nově syntetizované proteiny jsou buďto díky Golgiho aparátu přeneseny na povrch buňky (jako v případě HA a NA (krok 5b)), nebo přeneseny do jádra, kde se vážou na vRNA a vytvoří nové virové genové částice (krok 5a). Další virové proteiny mají mnoho funkcí, například štěpí buněčnou mRNA, aby vir získal dostatek nukleotidů k syntéze vRNA, nebo inhibují translací hostitelských mRNA.
Negativní vRNA tvořící genom budoucích virů, polymerázy a další virové proteiny utvoří virion. HA a NA se na povrchu buňky shluknou v bouli, virové jádro opustí buněčné jádro a vstoupí do tohoto výběžku (krok 6). Dospělý virus vypučí z buňky obalen lipoproteinovou membránou buňky obohacenou o HA a NA (krok 7). Cyklus znovu začíná navázáním HA na hostitelskou buňku, přičemž NA vyčistí novou membránu od receptorů vázající HA. Po uvolnění nové generace dochází ke smrti buňky.
Kvůli absenci RNA opravných enzymů zůstává chyba (chybné vložení jednoho nukleotidu každých 10 kbp) RNA dependentní RNA polymerázy neopravena. to se téměř rovná velikosti genomu chřipkových virů, což vede k tomu, že téměř každý nový virus nese mutaci. Segmentace genomu do více částí také dovoluje výměnu jednotlivých segmentů mezi více variantami virů při superinfekci (děj, kdy jednu buňku napadne více variant virů najednou). To vede k získání nových vlastností viru, například schopnosti infikovat nového hostitele nebo překonání imunitního systému starého hostitele (děj se nazývá antigenní posun).

## Rody

Diagram nomenklatury.

### Influenzavirus A
Jde o jediný druh z rodu Influenzavirus A. Hostitelé jsou lidé, prasata, ptáci a koně. Jsou klasifikováni na základě proteinů hemaglutininu a neuramidinázy. Dodnes bylo popsáno několik sérotypů s 16 variantami HA a 9 variantami NA. Další klasifikace berou v úvahu typ viru, místo a rok první izolace a sekvenční číslo izolace (dosl. překlad sequential number of isolation): A/Brisbane/59/2007 (H1N1).
Influenzavirus A je nejvirulentnější Influenzavir a způsobuje nejvíce vážných onemocnění. Následující sérotypy jsou seřazeny podle počtu obětí:
- H1N1 - původce Španělské chřipky v roce 1918 a Prasečí chřipky v roce 2009
- H2N2 - původce Asijské chřipky v roce 1957
- H3N2 - původce Hongkongské chřipky v roce 1968
- H5N1 - původce takzvané Ptačí chřipky
- H1N2 - endemický sérotyp lidí a prasat

Virion má 80-120 nm v průměru a je v drtivé většině sférický, avšak ani vláknité formy nejsou neobvyklé. Jeho genom je tvořen 8 segmenty o celkové délce 13,5 kbp, které kódují 11 proteinů:
- HA (Hemaglutinin) - transkript se nachází na 4. segmentu
- NA (Neuraminidása) - transkript se nachází na 6. segmentu
- NP (Nukleoprotein) - transkript se nachází na 5. segmentu
- M1 (Matrix) - transkript se nachází na 7. segmentu
- M2 (M2 iontový kanál) - transkript se nachází na 7. segmentu, vzniká splicingem transkriptu M1, slouží jako kanál pro protony přenášené z buňky do viru, což je nezbytný krok pro replikaci viru[1].
- NS1 - transkript se nachází na 8. segmentu
- NEP (Nuclear export protein) - transkript se nachází na 8. segmentu, vzniká splicingem transkriptu NS1, slouží k exportu segmentů z jádra při zvýšené koncentraci M1
- PA, PB1, PB2, PB2-F - transkripty se nachází na 3., 2., a 1. segmentu, jedná se o polymerázový komplex, PB2-F vzniká translací +1 ORF PB2 mRNA

### Influenzavirus B
Jde o jediný druh z rodu Influenzavirus B. Hostitelé jsou téměř výhradně lidé. Jediný další známý tvor, který je virem napadnutelný, je tuleň. Je méně častý než Influenzavirus A, má menší mutační rychlost (2-3×) a tudíž je méně geneticky rozmanitý a má jediný sérotyp. Díky tomu dochází k imunizaci v nízkém věku, avšak nestačí k trvalé ochraně. Všechny tyto aspekty (malá rozmanitost, specializace na hostitele) zabraňují Influenzaviru B vyvolat pandemie.

### Influenzavirus C
Jde o jediný druh z rodu Influenzavirus C. Infikuje lidi, může vyvolat vážná onemocnění a lokální epidemie. Je však ze všech Influenzavirů nejméně častý a většinou jen vyvolává mírně onemocnění u dětí.

### Isavirus
Rod obsahuje jediný druh  Infectious salmon anemia virus (ISAV), který způsobuje anemii lososovitých. Přenos je uskutečňován přímým kontaktem ryb, anebo kontaktem s jejich sekretem, kontaminovaným vybavením, či člověkem, který držel nakaženou rybu. Nedávno se však prokázal pasivní přenos skrze Lepeophtheirus salmonis, kdy virus cestuje na povrchu parazita a čeká na poškození tkání. Virus však také přežívá volně ve vodě a může tak hrozit nákazou celé rybí farmě.
Jak jméno napovídá, způsobují anémii ryb. Jejich erytrocyty totiž mají jádro s DNA a tak mohou být napadeny virem. Nemoc se projevuje bledými žábrami a lapáním po vzduchu na hladině. Někdy se ale nemoc neprojeví a může dojít k pomalé nákaze celé farmy, kdy se úmrtnost vyšplhá až na 100%. Játra a slezina otečou a částečně odumřou. Kardiovaskulární systém se zastaví, počet nezralých a poškozených erytrocytů narůstá.

### Togotovirus
Togotoviry napadají obratlovce a klíšťata, kterými jsou také obvykle přenášena. Nenakažené klíště se může nakazit od nakaženého klíštěte při společném krmení na hostiteli, který však nevykazuje příznaky infekce. Rod zahrnuje dva druhy, Thogoto a Dhori.

#### Thogoto virus
Řadí se do skupiny V - (-)ssRNA viry.
Vir byl izolován z klíšťat v Africe a jižní Evropě. Je schopen replikovat se v lidských buňkách, lidi napadá hlavně v přírodních podmínkách. Může se přenášet mezi nakaženými a nenakaženými klíšťaty pokud se společně živí na neinfikovaných morčatech, například. Má 6 RNA segmentů. [1]
[1] Index of Viruses - Orthomyxoviridae (2006). In: ICTVdB - The Universal Virus Database, version 4. Büchen-Osmond, C (Ed), Columbia University, New York, USA
External links

#### Dhori virus
Vir byl izolován z klíšťat v Indii, východním Rusku a Egyptě a v jižním Portugalsku.